# Vaishali Rameshbabu
Vaishali Rameshbabu (in tamil வைசாலி இரமேசுபாபு; Chennai, 16 giugno 2001) è una scacchista indiana, grande maestro.
Ha vinto una medaglia d'oro e due medaglie di bronzo alle Olimpiadi degli scacchi con la rappresentativa indiana.
Con il fratello Rameshbabu Praggnanandhaa è la prima coppia fratello-sorella ad essersi qualificata ai tornei dei candidati rispettivamente assoluto e femminile.

## Carriera
Nel 2012 ha vinto il campionato del mondo giovanile U12 e nel 2015 il campionato del mondo giovanile U14.
Nel 2020 è stata nella rappresentativa indiana che ha vinto le Olimpiadi degli scacchi online a pari merito con la rappresentativa russa, totalizzando 1 punto su 2.
Nel 2022 in maggio ha vinto con 7 punti su 9 l'ottava edizione del Fischer Memorial di Heraklion, conseguendo la seconda norma di grande maestro.; in agosto ha partecipato con la nazionale femminile dell'India alle Olimpiadi di Chennai, vincendo il bronzo di squadra e il bronzo individuale in terza scacchiera.
Nel 2023 ottiene la terza norma di grande maestro assoluto al Qatar Masters con il punteggio di 5 su 9 e conquista definitivamente il titolo al El Llobregat Open di Barcellona, dove supera i 2500 punti Elo FIDE nel "live rating". Inoltre vince il FIDE Women's Grand Swiss, con il punteggio di 8,5 su 11, qualificandosi per la prima volta al Torneo delle candidate.
Nel 2024 è seconda a pari merito al Torneo delle candidate di Toronto con il punteggio di 7,5 su 14, quarta per spareggio tecnico. Partecipa alle Olimpiadi di Budapest, dove con la rappresentativa indiana, schierata in seconda scacchiera, vince il torneo di squadra, conquistando la medaglia d'oro.

## Vita privata
È sorella maggiore (di 4 anni e 2 mesi) del grande maestro Rameshbabu Praggnanandhaa.